# 42.ª Divisão (Japão)
A 42ª Divisão foi uma divisão de infantaria do Império do Japão que serviu durante a Segunda Guerra Mundial. A divisão foi formada 14 de maio de 1943 em Sendai, sendo desmobilizada no mês de setembro de 1945 com o fim da guerra.

## Comandantes
| Comandante                 | Data                                         |
| -------------------------- | -------------------------------------------- |
| Lt. General Shozo Terakura | 10 de junho de 1943 - 10 de março de 1944    |
| Lt. General Torata Sano    | 10 de março de 1944 - 30 de setembro de 1945 |

## Subordinação
- Distrito Leste de Exército - junho de 1943
- 27º Exército - fevereiro de 1944
- 5º Exército de Campo - fevereiro de 1945